# ワトバーン・イブラーヒーム・ハサン

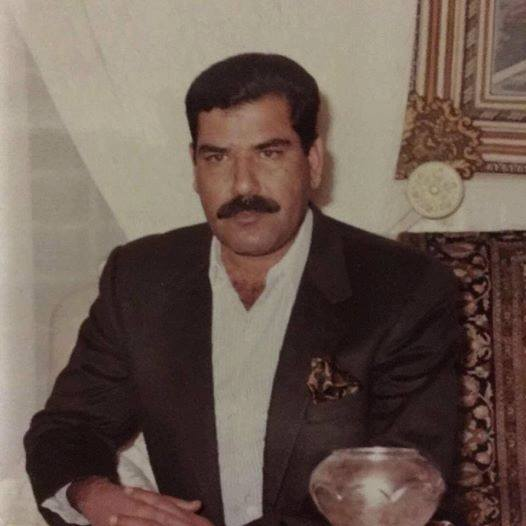
内務大臣下のワトバーン・イブラーヒーム

ワトバーン・イブラーヒーム・ハサン・アッ＝ティクリーティー（アラビア語: وطبان إبراهيم حسن التكريتي、Watbān Ibrāhīm Hasan al-Tikrītī, 1952年 - 2015年8月13日）は、イラクの政治家、サッダーム・フセイン（以下フセイン）の異父弟。

## 略歴
1952年、ティクリート近郊のアウジャで生まれる。サブアーウィーとバルザーンは兄。妻は、フセインの第一夫人サージダの異母妹イーラーム・ハイラッラー・ティルファー。
1970年代には、ティクリート県(現サラーフッディーン県)知事を勤めたが、1983年にフセインとの確執から解任される。その後、1990年代に大統領府の陳情係を得て、1991年11月には内務大臣に就任。
内相時に、多数の政治犯（主に南部での反乱に参加したシーア派住民）を処刑したとされる。1993年には、当時バグダードで横行していた闇市を取り締まり、見せしめとして商店主らを投獄し、公開処刑にした。
甥のウダイとは険悪な仲であったとされ、事あるごとに対立していたとされる。ウダイは自身が経営する新聞社「バービル」の社説を使って、ワトバーンを度々攻撃していた。
1995年6月、ワトバーンは内相を解任され、大統領顧問に任命された。事実上の左遷人事であり、ワトバーンはこの人事にかなりの不満を抱いていた。95年8月8日、この日イラクではイラン・イラク戦争の戦勝記念日にあたり、ワトバーンも友人宅の農園で共に祝宴を開いていた。当時、ワトバーンは義弟のルアイー・ハイラッラーとある売春婦を巡って争っており、ルアイーはウダイに助けを求めた。酔っていたウダイは、祝宴会場に着くなり見境無く発砲し始め、それを聞きつけて現れたワトバーンに向けても銃撃し、両足に重傷を負った。
フセインの主治医であるアラ・バシール医師が聞いた証言によると、ウダイは生まれつき上顎が下顎より長いため、上手く言葉を喋ることができず、それをワトバーンが宴席で真似をしてあざけったという。それを聞いたウダイが激怒してワトバーンを反射的に撃ったといわれている。フランス医師団の手術により、一年後にはワトバーンは何とか両足で立って歩けるまでになったが、歩くときにはおぼつかない足取りとなり、完全には回復しなかった。
銃撃から1年後、今度はワトバーンを撃ったウダイが暗殺未遂事件で銃撃を受け重態となった。ウダイを見舞ったワトバーンは明らかに喜びを隠せない様子だったという。
政権末期頃には、大統領顧問という立場ではあったが、大統領に助言することも無く、ワトバーンは完全に政権中枢から排除され、大抵の時間を酒とベリーダンスと娼婦に費やしていたとされ、堕落した日々を送っていたという。
2003年にイラク戦争開戦によりフセイン政権崩壊後の4月13日、モースル北西にあるシリアとの国境地帯の町ラビアにて、イギリス特殊部隊SASによって拘束されアメリカ軍に引き渡された。シリアに亡命を計ろうとしたと見られている。
2004年7月1日、イラク特別法廷により「人道に対する罪」等の容疑で訴追された。この時ワトバーンは、判事が起訴状を読み上げた際に突然泣き出し、自分の無罪を訴えた。
死刑執行前夜のフセイン、バルザーンに面会し、それぞれ遺品や遺書などを受け取ったとされる。
2008年4月29日、1992年に食品価格を不正に値上げをした42人の商人を内相として処刑するよう命じた容疑に問われ、イラク高等法廷の裁判に出廷。2009年3月11日、法廷はワトバーンを有罪とし、死刑判決を下した。同じ裁判で起訴されていた兄のサブアーウィーも死刑判決を下されている。
8月7日、1991年にイラク南部の湿地帯に住む「マーシュ・アラブ人」に対して大量虐殺が行われたとされる裁判で、被告として出廷した。
2010年12月19日、ワトバーンはイラク国民に対して旧政権の独裁を謝罪する声明を発表した。声明はイラク国営テレビを通じて放送された。ワトバーンは声明で、旧政権の期間には「抑圧者と被抑圧者が存在した」とし、「サッダームが去った今、私は率直に話すことができる」「これは私の声をイラク国民に聞かせることができる唯一の機会です。私は偉大なイラク国民に、バアス党の下で受けたことについて謝罪しなければならない」としたうえで、「党は国を率いる絶対的権利があるように振る舞っていた」と反省の弁を述べた。一方で、ターリク・アズィーズが、「バアス党の政策の設計者であった」として批判している。また、2006年12月に死刑直前のフセインと面会し、バアス党を解党するよう訴えたことも明らかにした。
2015年8月13日、バグダードの刑務所内で獄死。病死とみられている。

## その他
ワトバーンの息子、アフマド・ワトバーンはフセイン政権崩壊後のイラクで活動するテロ組織に対して資金援助や外国人テロリストのイラク国内への手引きや、自らもテロ活動を行っているとされる。 しかし、現在のところイラク中央刑事裁判所から逮捕状は出ておらず、未決定の状態である。